# Société des produits chimiques de Clamecy
La Société des produits chimiques de Clamecy (SPCC) est une entreprise qui a existé à Clamecy entre 1919 et les années 1960. Elle était dirigée par Maurice Brulfer (1891-1966), chimiste diplômé de l'École supérieure de chimie de Nancy en 1910, chevalier de l'Ordre national de la Légion d'honneur.

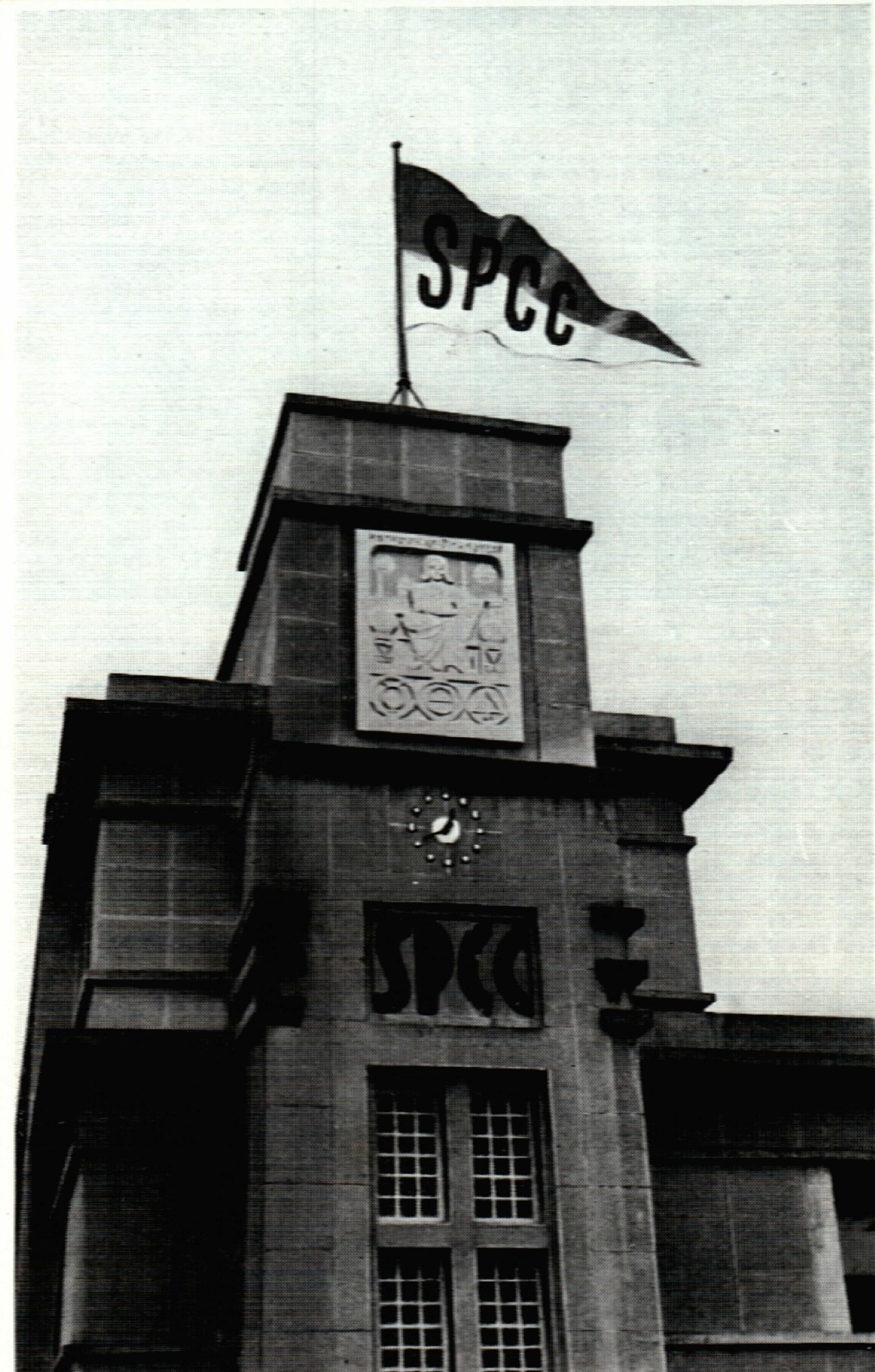
Siège social de la SPCC.

## Origines
Elle est issue des rachats par Monsieur Maurice Brulfer de la Société Houdé Cognat et Cie, fondée en 1909, sise Port Saint-Roch à Clamecy, elle-même issue du rachat du moulin à écorces Marcelot. À la fin 1953, le site occupait toute la zone allant du Port Saint-Roch, jusqu'au lieu-dit La Rochette.

## Historique
En 1966, le patron, Maurice Brulfer disparaît à l'âge de 75 ans, l'entreprise était sous le contrôle de Progil, depuis 1962. Maurice Brulfer était le Président Directeur Général de cette société. En 1972, le site fut renommé du Rhône-Progil, la filiale SFCC disparaît en 1985 à l'INSEE. En 1975, le géant de l'industrie, alors  public et nationalisé Rhône-Poulenc Industries division Chimie Minérale est au contrôle du site, cette société fait suite à la fusion de Progil et de Poulenc Frères qui fut renommée ensuite société Rhône Poulenc Spécialités chimiques et est devenue Rhône Poulenc Chimie en 1981. Le site devient Rhodia à l'aube des années 2000, à la suite de la scission de Rhône Poulenc en deux entités Rhodia, pour la chimie fine et Aventis, pour la chimie pharmaceutique. En 2011, le site est racheté par la société belge Solvay, qui maintient les activités de chimie fine de Rhodia Opérations. Le site de Bagatelle, ainsi que celui de La Rochette, sont en cours de démolition et doivent devenir à l'horizon 2025, un parc solaire pour la production d'électricité. Ce site devrait fournir l'essentiel des besoins en électricité du site et une autre partie réinjectée dans le réseau Enedis.

## Métiers
La société était spécialisée dans la carbonisation du bois et produisait des produits chimiques à partir d'un système de carbonisation élaboré, où l'on récupérait par distillation des produits issus de cette même carbonisation. Le « Boulet de Clamecy » était le produit d'appel de la société et connu dans toute la France. Elle était aussi spécialisée dans le désétamage, procédé qui permettait de récupérer les sels d'étain des boîtes de conserves usagées, bien avant que le tri sélectif ne fasse son apparition.

## Filiales
Pour se fournir en matières premières, les forêts environnantes, ainsi que celles du Morvan, étaient mises à contribution, comme à l'époque du flottage. Pour ce faire, Maurice Brulfer créa la filiale de SPCC, Société Forestière de Clamecy et du Centre (SFCC), qui avait son siège à Clamecy et ses garages avec des chevaux, des bœufs et aussi des outils mécaniques comme les tracteurs Latil à gazogène.

## Patronage et philanthropie
La société était très proche des préoccupations de ses ouvriers et disposait d'un centre médico-social moderne, de deux cités ouvrières « La Bagatelle » et le « quartier Saint-Roch », d'une chapelle, d'une école ménagère pour les jeunes filles, de centre de vacances, un stade moderne « stade Maurice-Brulfer » et d'une tribune et divers équipements sportifs (football, tennis, basketball, etc.).